# Tầng Olenek
| Hệ/ Kỷ                                | Thống/ Thế | Bậc / Kỳ    | Tuổi (Ma) | Tuổi (Ma) |
| ------------------------------------- | ---------- | ----------- | --------- | --------- |
| Jura                                  | Dưới/Sớm   | Hettange    | trẻ hơn   | trẻ hơn   |
| Trias                                 | Trên/Muộn  | Rhaetia     | 201.3     | ~208.5    |
| Trias                                 | Trên/Muộn  | Noria       | ~208.5    | ~227      |
| Trias                                 | Trên/Muộn  | Carnia      | ~227      | ~237      |
| Trias                                 | Giữa       | Ladinia     | ~237      | ~242      |
| Trias                                 | Giữa       | Anisia      | ~242      | 247.2     |
| Trias                                 | Dưới/Sớm   | Olenek      | 247.2     | 251.2     |
| Trias                                 | Dưới/Sớm   | Indu        | 251.2     | 251.902   |
| Permi                                 | Lạc Bình   | Trường Hưng | già hơn   | già hơn   |
| Phân chia Kỷ Trias theo ICS năm 2020. |            |             |           |           |

Tầng Olenek  trong niên đại địa chất là kỳ cuối của thế Trias sớm, và trong thời địa tầng học thì nó là bậc trên của thống Trias dưới. Kỳ Olenek tồn tại từ ~ 251.2 Ma đến 247.2 Ma (Ma: Megaannum, triệu năm trước).

Kỳ Olenek kế tục kỳ Indu của thế Trias sớm, và tiếp sau là kỳ Anisia thế Trias giữa.
Olenek đôi khi được chia thành các phụ tầng Smithia và Spathia.

## Cổ sinh

### Cá sụn
| Đơn vị phân loại   | Hiện diện               | Vị trí   | Mô tả | Hình ảnh |
| ------------------ | ----------------------- | -------- | --- | -------- |
| - Hybodus          | Lạc Bình đến Creta muộn | Svalbard | Một hybodont elasmobranch |          |
| - Listracanthus    | Carbon đến Trias sớm    | Canada   | Một loài chondrichthyan với những mối quan hệ không chắc chắn, được biết đến chủ yếu từ những chiếc răng giả giống như lông vũ của chúng. |          |
| - Nemacanthus      | Lạc Bình đến Trias muộn | Hoa Kỳ   | Một synechodontiform elasmobranch |          |
| - Palaeobates      | Trias                   | Svalbard | Một hybodont elasmobranch |          |
| - Pyknotylacanthus | Trias sớm               | Hoa Kỳ   | |          |

### Cá vây tia
| Đơn vị phân loại | Hiện diện                | Vị trí                       | Mô tả               | Hình ảnh |
| ---------------- | ------------------------ | ---------------------------- | ------------------- | -------- |
| - Birgeria       | Trias                    | Hoa Kỳ, Svalbard             | Một non-neopterygia |          |
| - Bobasatrania   | Lạc Bình đến Trias giữa  | Svalbard                     | Một non-neopterygia |          |
| - Boreosomus     | Trias sớm                | Greenland, Madagascar        | Một non-neopterygia |          |
| - Helmolepis     | Trias sớm                | Svalbard                     | Một Platysiagid     |          |
| - Pteronisculus  | Trias sớm đến Trias giữa | Svalbard                     | Một non-neopterygia |          |
| - Saurichthys    | Trias                    | Hoa Kỳ, Svalbard, Trung Quốc | Một non-neopterygia |          |

### Cá vây tay
| Đơn vị phân loại | Hiện diện | Vị trí   | Mô tả                   | Hình ảnh |
| ---------------- | --------- | -------- | ----------------------- | -------- |
| - Axelia         | Trias sớm | Svalbard | Một coelacanth          |          |
| - Mylacanthus    | Trias sớm | Svalbard | Một coelacanth          |          |
| - Rebellatrix    | Trias sớm | Canada   | Một coelacanth đuôi nĩa |          |
| - Sassenia       | Trias sớm | Svalbard | Một coelacanth          |          |
| - Scleracanthus  | Trias sớm | Svalbard | Một coelacanth          |          |
| - Wimania        | Trias sớm | Svalbard | Một coelacanth          |          |

### Cá phổi
| Đơn vị phân loại                                                    | Hiện diện            | Vị trí                              | Mô tả                                                                               | Hình ảnh |
| ------------------------------------------------------------------- | -------------------- | ----------------------------------- | ----------------------------------------------------------------------------------- | -------- |
| - Ceratodus                                                         | Trias sớm đến Eocene | Ba Lan, Nga, Nam Cực, Đức           | Một loài dipnoan ceratodontid, họ hàng gần của cá phổi Úc còn tồn tại Neoceratodus. |          |
| - Gnathorhiza                                                       | Permi đến Trias sớm  | Ba Lan, Nga                         | Một gnathorhizid dipnoan.                                                           |          |
| - Namatozodia                                                       | Trias sớm            | Australia                           | Một dipnoan nhỏ, có thể là một gnathorhizid.                                        |          |
| - Ptychoceratodus - Ptychoceratodus donensis - ?Ptychoceratodus sp. | Trias sớm            | ' P. donensis: Nga ?P. sp.: Nam Phi | Một chi của cá phổi có nguồn gốc ceratodontoid.                                     |          |

### †Temnospondyls
| Đơn vị phân loại                                 | Hiện diện                                                           | Vị trí                      | Mô tả                                                                                                   | Hình ảnh |
| ------------------------------------------------ | ------------------------------------------------------------------- | --------------------------- | --- | -------- |
| - Angusaurus                                     | Spathia                                                             | Nga                         | Một loài lưỡng cư trematosaurid stereospondyl                                                           |          |
| - Aphaneramma                                    | Trias sớm                                                           | Svalbard                    | Một loài lưỡng cư trematosaurid stereospondyl                                                           |          |
| - Batrachosuchoides                              | Spathia sớm                                                         | Ba Lan; Nga                 | Một loài lưỡng cư brachyopid stereospondyl.                                                             |          |
| - Benthosuchus                                   | Trias sớm                                                           | Nga                         | Một loài lưỡng cư trematosauroid stereospondyl cơ bản, ban đầu được cho là capitosaur.                  |          |
| - Edingerella                                    | Indu đến Smithia                                                    | Madagascar                  | Một capitosauria stereospondyl liên quan chặt chẽ đến Watsonisuchus.                                    |          |
| - Meyerosuchus                                   | Trias sớm                                                           | Đức                         | Một loài lưỡng cư capitosauria stereospondyl                                                            |          |
| - Odenwaldia                                     | Spathia                                                             | Đức                         | Một loài lưỡng cư capitosauria stereospondyl                                                            |          |
| - Parotosuchus                                   | Trias sớm                                                           | Âu, Trung Á                 | Một loài lưỡng cư capitosauria stereospondyl phổ biến và đa dạng.                                       |          |
| - Platycepsion                                   | Spathia muộn - Anisia sớm                                           | Hệ tầng Terrigal, Australia | Một loài lưỡng cư brachyopid stereospondyl.                                                             |          |
| - Rhytidosteus                                   | Trias sớm                                                           | Astrakhan Oblast, Nga       | Một loài lưỡng cư rhytidosteid stereospondyl.                                                           |          |
| - Stanocephalosaurus                             | Trias giữa                                                          | Châu Phi; Bắc Mỹ            | Một loài lưỡng cư capitosauria stereospondyl                                                            |          |
| - Sclerothorax                                   |                                                                     | Đức                         | Một loài lưỡng cư capitosauria stereospondyl                                                            |          |
| - Thoosuchus                                     | Trias sớm                                                           | Nga                         | Một loài lưỡng cư trematosauroid stereospondyl cơ bản, bề ngoài giống trematosauroid có nguồn gốc khác. |          |
| - Trematosaurus                                  | Trias sớm                                                           | Nga                         | Một loài lưỡng cư trematosaurid stereospondyl                                                           |          |
| - Vladlenosaurus                                 | Vetlugia muộn                                                       | Nga                         | Một loài lưỡng cư capitosauria stereospondyl                                                            |          |
| - Wetlugasaurus - W. angustifrons - W. malachovi | W. angustifrons: Sludkian Gorizont W. malachovi: Ustmylian Gorizont | Nga, Greenland              | Một loài lưỡng cư capitosaurid stereospondyl, được sử dụng như một hóa thạch chỉ mục.                   |          |

### †Chroniosuchians
| Đơn vị phân loại                     | Hiện diện              | Vị trí          | Mô tả | Hình ảnh |
| ------------------------------------ | ---------------------- | --------------- | ----- | -------- |
| - Axitectum                          |                        | Nga             |       |          |
| - Bystrowiana                        | Lạc Bình đến Trias sớm | Nga, Trung Quốc |       |          |
| - Dromotectum - Dromotectum spinosum | Trias sớm              | Nga             |       |          |

### Lissamphibia
| Đơn vị phân loại  | Hiện diện | Vị trí | Mô tả | Hình ảnh |
| ----------------- | --------- | ------ | --- | -------- |
| - Czatkobatrachus |           | Ba Lan | Czatkobatrachus là một chi lưỡng cư giống ếch đã tuyệt chủng. Nó, cùng với Triadobatrachus, một trong hai loài lissamphibia cổ nhất được biết đến. Chính xác hơn, nó là một thành viên của Salientia; nó có liên quan đến, nhưng bên ngoài Anura, bao gồm tất cả các loài ếch còn tồn tại. |          |

### †Procolophonomorphs
| Đơn vị phân loại              | Hiện diện               | Vị trí                                                                 | Mô tả                                                                                    | Hình ảnh |
| ----------------------------- | ----------------------- | ---------------------------------------------------------------------- | ---------------------------------------------------------------------------------------- | -------- |
| - Anomoiodon                  | Olenek sớm              | Hệ tầng Solling, Thuringia, Đức                                        | Một loài parareptile procolophonid trong phân họ Procolophoninae.                        |          |
| - Eumetabolodon bathycephalus | Olenek đến Anisia muộn  | Zhuengeerqi locality, hệ tầng Heshanggou trên, Ordos Basin, Trung Quốc | Một loài procolophonid Parareptilia trong phân họ Procolophoninae.                       |          |
| - Kapes                       | Trias sớm và Trias giữa | Nga                                                                    | Một chi parareptile procolophonid trong phân họ Procolophoninae.                         |          |
| - Sclerosaurus                | Trias sớm               | Đức, Thụy Sỹ                                                           | Một chi của loài parareptile procolophonid hình thằn lằn trong phân họ Leptopleuroninae. |          |
| - Tichvinskia                 | Trias sớm               | Nga                                                                    | Một loài parareptile procolophonid.                                                      |          |

### Archosauromorphs
| Đơn vị phân loại  | Hiện diện                        | Vị trí                                    | Mô tả | Hình ảnh |
| ----------------- | -------------------------------- | ----------------------------------------- | --- | -------- |
| - Augustaburiania |                                  | Volgograd Oblast, Nga                     | Tanystropheid lâu đời nhất được biết đến. |          |
| - Boreopricea     |                                  | Kolguyev Island, arctic Nga               | Một loài bò sát archosauromorph cơ bản có phân loại gây tranh cãi, các nghiên cứu khác nhau đã coi nó là họ hàng gần của Prolacerta, tanystropheids, cả hai hoặc không. |          |
| - Bystrowisuchus  |                                  | Hệ tầng Lipovskaya, Nga                   | Một ctenosauriscid suchian. |          |
| - Chasmatosuchus  |                                  | Nam Phi, Trung Quốc                       | Proterosuchid là một trong những archosauriforms được biết đến sớm nhất. Nó dài hơn 2 mét (6 ft) và được cho là có hành vi giống cá sấu hiện đại. Miệng của nó có hai đặc điểm khác biệt: đỉnh hàm của nó móc xuống dưới để hỗ trợ việc giữ con mồi, và vòm miệng trên có một hàng răng (một đặc điểm nguyên thủy bị mất ở các loài archosaurs sau này).                                                                                         |          |
| - Ctenosauriscus  |                                  | Hệ tầng Solling, Đức                      | Một ctenosauriscid suchian. Ctenosauriscus là một trong những archosaur lâu đời nhất được biết đến cho đến nay. |          |
| - Czatkowiella    | Trias sớm                        | Ba Lan                                    | |          |
| - Erythrosuchus   | 250–237.2 Ma, Olenek đến Ladinia | Hệ tầng Omingonde, Namibia Nam Phi        | Erythrosuchid lớn nhất. Một trong số ít đặc điểm phân biệt ngoài kích thước của nó là độ nhẵn của rìa niêm mạc. Ở các loại erythrosuchids khác, phần rìa của xương này nhô ra khỏi hộp sọ, khiến nó có hình dạng giống như một cái móc. Trong Erythrosuchus, lề bị lồi và thiếu móc. |          |
| - Exilisuchus     | 247.3-245 Ma, Olenek đến Anisia  | Nga                                       | Có khả năng là nomen dubium archosauromorph của incertae sedis. Ban đầu được cho là proterosuchid archosauriform, một phân tích năm 2016 cho thấy nó cũng chia sẻ các đặc điểm với tanystropheids. |          |
| - Garjainia       |                                  | Nga                                       | Một erythrosuchid dài khoảng 1,50–2 mét (5–6 ft 8 in). |          |
| - Prolacerta      | ~252–247 Ma, Indu đến Olenek     | Hệ tầng Katberg, East Cape, Nam Phi       | Ban đầu được coi là tổ tiên của thằn lằn hiện đại, một nghiên cứu sau đó đã phát hiện ra rằng nó có nhiều điểm tương đồng hơn với dòng dõi sẽ dẫn đến archosaurs. |          |
| - Proterosuchus   | 252-250 Ma, Indu đến Olenek      | Nam Phi Trung Quốc                        | Một loài proterosuchid, là một trong những loài bò sát đất liền lớn nhất trong thời kỳ Trias sớm. Nó trông hơi giống với cá sấu nguyên thủy và có nhiều đặc điểm hiện đại của chúng như hàm dài, cơ cổ khỏe, chân ngắn và đuôi dài, đồng thời sở hữu một số đặc điểm riêng của loài proterosuchi như miệng hình móc câu và hàng dài răng hình nón đơn giản. Cái hàm này có thể là một bộ phận thích nghi để bắt mồi, chẳng hạn như Lystrosaurus. |          |
| - Scythosuchus    |                                  | Nga,                                      | Có thể là rauisuchid. Scythosuchus dài từ 2 đến 3 mét và tương đối nặng. |          |
| - Tasmaniosaurus  | Indu đến Olenek                  | Hệ tầng Knocklofty, West Hobart, Tasmania | Từng được cho là một proterosuchid, đơn vị phân loại này ngày nay được cho là trung gian giữa các archosauriform không archosauriform nâng cao như Prolacerta' và các archosauriform cơ bản như Proterosuchus. Chi này cũng đáng chú ý là một trong những loài bò sát kỷ Trias Australia hoàn chỉnh nhất được biết đến. |          |
| - Tsylmosuchus    | Indu đến Olenek                  | Southern Urals, Nga                       | Ban đầu được phân loại là rauisuchid, Tsylmosuchus gần đây được hiểu là một dạng archosauriform không xác định. Tsylmosuchus xuất hiện trong suốt thời Olenek. Một số địa tầng mà Tsylmosuchus được tìm thấy có niên đại Indu, khiến nó trở thành một trong những loài archosaurs sớm nhất. |          |
| - Vytshegdosuchus | Olenek muộn                      | Yarenskian Gorizont, Komi Republic, Nga   | Một chi của paracrocodylomorph archosaur, có thể là rauisuchid, và là archosaur lâu đời nhất được biết đến từ Nga. |          |
| - Xilousuchus     |                                  | Hệ tầng Heshanggou, Trung Quốc            | Một ctenosauriscid suchian. Xilousuchus là một trong những archosaur lâu đời nhất được biết đến cho đến nay. |          |

### Lepidosauromorphs
| Đơn vị phân loại | Hiện diện | Vị trí | Mô tả | Hình ảnh |
| ---------------- | --------- | ------ | --- | -------- |
| - Sophineta      | Trias sớm | Ba Lan | Một phân tích phát sinh loài đã khôi phục Sophineta là nhóm chị em của Lepidosauria, thay thế cho kỷ Jura giữa thực tế Marmoretta và đưa ra nguồn gốc của Lepidosauria già hơn nhiều. |          |
| - Pamelina       | Trias sớm | Ba Lan | Một chi kuehneosaurid cơ bản. |          |

### †Sauropterygia
| Đơn vị phân loại   | Hiện diện   | Vị trí          | Mô tả                      | Hình ảnh |
| ------------------ | ----------- | --------------- | -------------------------- | -------- |
| - Corosaurus       | Olenek muộn | Hoa Kỳ, Wyoming | Một pistosaur.             |          |
| - Hanosaurus       | Olenek      | Trung Quốc      | Có thể là pachypleurosaur. |          |
| - Majiashanosaurus | Olenek      | Trung Quốc      | Có thể là pachypleurosaur. |          |

### †Ichthyosauromorphs

#### †Hupehsuchians
| Đơn vị phân loại  | Hiện diện | Vị trí     | Mô tả                 | Hình ảnh |
| ----------------- | --------- | ---------- | --------------------- | -------- |
| - Eohupehsuchus   | Trias sớm | Trung Quốc | Một ichthyosauromorph |          |
| - Eretmorhipis    | Trias sớm | Trung Quốc | Một ichthyosauromorph |          |
| - Hupehsuchus     | Trias sớm | Trung Quốc | Một ichthyosauromorph |          |
| - Nanchangosaurus | Trias sớm | Trung Quốc | Một ichthyosauromorph |          |
| - Parahupehsuchus | Trias sớm | Trung Quốc | Một ichthyosauromorph |          |

#### †Ichthyosauriforms
| Đơn vị phân loại | Hiện diện | Vị trí     | Mô tả                | Hình ảnh |
| ---------------- | --------- | ---------- | -------------------- | -------- |
| - Cartorhynchus  | Trias sớm | Trung Quốc | Một ichthyosauriform |          |
| - Sclerocormus   | Trias sớm | Trung Quốc | Một ichthyosauriform |          |

##### †Ichthyopterygians
| Đơn vị phân loại     | Hiện diện                | Vị trí                                                | Mô tả                                          | Hình ảnh |
| -------------------- | ------------------------ | ----------------------------------------------------- | ---------------------------------------------- | -------- |
| - Chaohusaurus       | Trias sớm                | Trung Quốc                                            |                                                |          |
| - Grippia            | Trias sớm                | Canada, Nhật Bản, Greenland, Trung Quốc               |                                                |          |
| - Omphalosaurus      | Trias sớm đến Trias giữa | Svalbard                                              | Một ichthyosauriform sớm có răng giống như nút |          |
| - Quasianosteosaurus | Trias sớm                | Svalbard                                              |                                                |          |
| - Utatsusaurus       | Trias sớm                | Miyagi Prefecture, Nhật Bản; British Columbia, Canada | Một ichthyosauriform                           |          |

### Therapsida
| Đơn vị phân loại | Hiện diện | Vị trí                                                                                                  | Mô tả | Hình ảnh |
| ---------------- | --------- | --- | --- | -------- |
| Kannemeyeria     |           | Hệ tầng Burgersdorp, Nam Phi Hệ tầng Ntawere, Zambia Hệ tầng Omingonde, Namibia Hệ tầng Manda, Tanzania | Kannemeyeriid là một trong những đại diện đầu tiên của họ, và do đó là một trong những động vật ăn cỏ lớn đầu tiên của kỷ Trias. Mặc dù có phần đầu lớn nhưng nó lại nhẹ do kích thước của hốc mắt và hốc mũi. Nó cũng có các dây chằng chân tay tạo thành những mảng xương lớn giúp nâng đỡ cơ thể nặng nề của nó. |          |
| Lystrosaurus     |           | Hệ tầng Fremouw, Nam Cực                                                                                | Một chi phổ biến của dicynodont |          |
| Trirachodon      |           | Hệ tầng Driekoppen, Free State, Nam Phi Hệ tầng Omingonde, Namibia                                      | Một cynodont. |          |